# 総合法律支援法
総合法律支援法（そうごうほうりつしえんほう、平成16年6月2日法律第74号）は、法律上の支援を要する者への支援実施に関する法律である。
目的は、裁判等の利用をより容易にするとともに弁護士等のサービスをより身近に受けられるようにするための総合的な支援の実施および体制の整備に関し、その基本理念等を定めることと、日本司法支援センター（法テラス）の組織および運営について定め、より自由・公正な社会の形成に資することにある（1条）。

## 主務官庁
共同主所管
- 法務省大臣官房司法法制部司法法制課
- 法務省人権擁護局総務課

連携
- 法務省民事局民事第一課
- 厚生労働省社会・援護局総務課
- こども家庭庁支援局虐待防止対策課
- 日本弁護士連合会
- 日本司法書士会連合会

## 構成
- 第1章 総則（第1条）
- 第2章 総合法律支援の実施及び体制の整備（第2条 - 第12条）
- 第3章 日本司法支援センター
  - 第1節 総則
    - 第1款 通則（第13条 - 第18条）
    - 第2款 日本司法支援センター評価委員会（第19条）
    - 第3款 設立（第20条・第21条）

  - 第2節 組織
    - 第1款 役員及び職員（第22条 - 第28条の2）
    - 第2款 審査委員会（第29条）

  - 第3節 業務運営
    - 第1款 業務（第30条 - 第39条の3）
    - 第2款 中期目標等（第40条 - 第42条の2）

  - 第4節 財務及び会計（第43条 - 第47条の4）
  - 第5節 雑則（第48条 - 第51条）
- 第4章 罰則（第52条 - 第55条）
- 附則